# 對立教宗克勉八世
克勉八世（Clement VIII）是一位亞維農教廷的對立教宗，本名吉爾·桑切斯·穆紐斯-卡爾邦（Gil Sánchez Muñoz y Carbón），1423年至1429年在位。

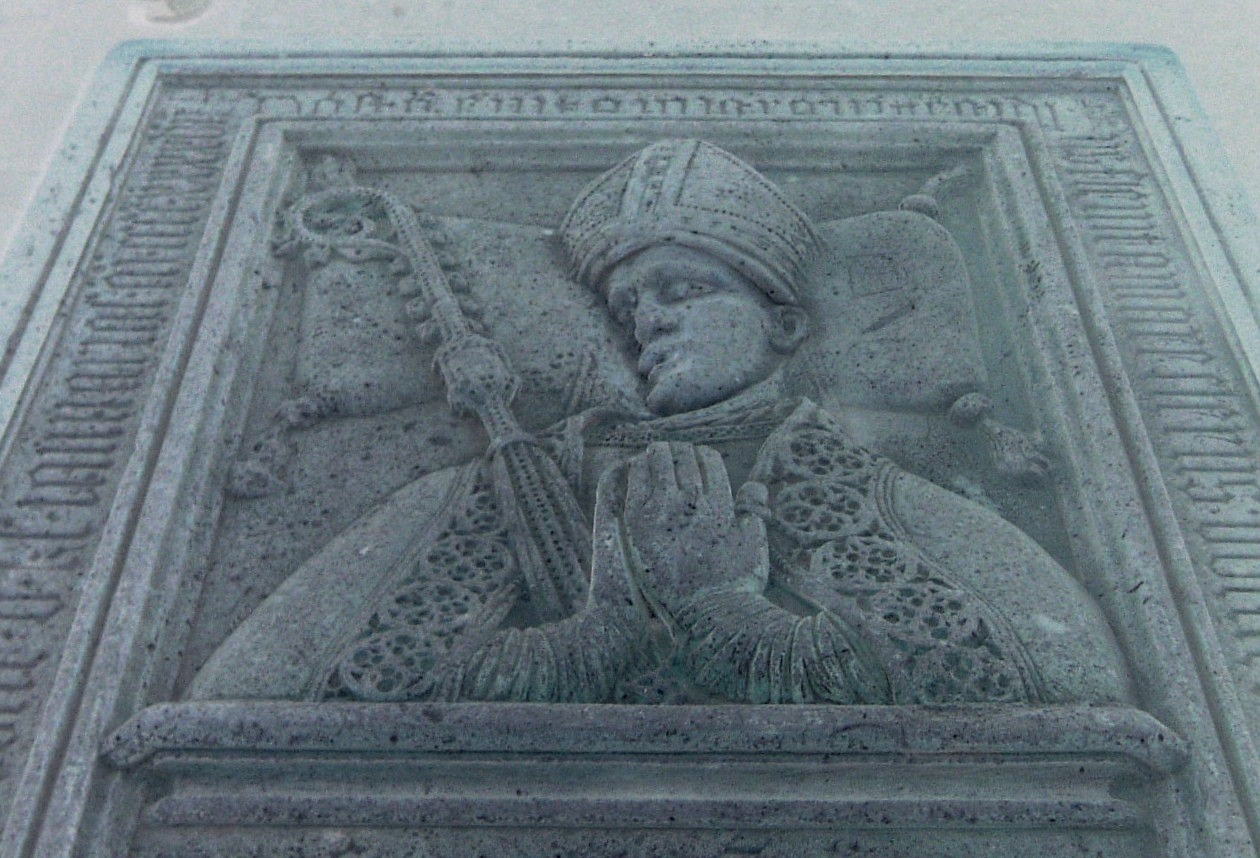
克勉八世之墓

桑切斯·穆紐斯出生於西班牙特魯埃爾。當對立教宗本篤十三世於1423年去世後，桑切斯·穆紐斯被選為他的繼任者。克勉八世起初獲得亞拉岡國王阿方索五世的支持，但後來阿方索五世與正統教宗瑪定五世達成協議，最終克勉八世向瑪定五世屈服，後者任命他為馬約卡主教。克勉八世在1445年左右去世。